# Mark Simonson
Mark Simonson (1955-) es un diseñador tipográfico independiente estadounidense que trabaja en St. Paul, Minnesota.

## Carrera
Simonson ha descrito que sus tipografías a menudo están inspiradas en los estilos de letras del pasado, como el diseño gráfico de la década del 1970 y los gráficos art déco.
Una de las familias tipográficas más populares de Simonson es Próxima Nova (1994, revisada en 2005), una tipografia sans-serif geométrica-grotesca que actualmente es utilizada por empresas y sitios web como BuzzFeed, MercadoLibre, Mashable, CNET, NBC, The Onion y Wired. A partir de junio del 2016, es la segunda familia tipográfica más vendida en el sitio web de ventas de fuentes MyFonts. Sus fuentes también incluyen Anonymous Pro, un tipo de letra monoespaciado diseñada para programación lanzada bajo la OFL. 
Simonson trabajó como diseñador gráfico antes de especializarse en diseño de tipografías. Su carrera como diseñador tipográfico recibió un impulso cuando su compañero Pat ganó en el programa de concursos Who wants to be a millionaire, ya que su éxito le permitió tomarse seis meses de descanso del trabajo de diseño gráfico para desarrollar varias fuentes nuevas que podría vender.  También ha escrito artículos de blog sobre la historia del diseño tipográfico y los estilos de letras que se utilizan en películas.